# 奥尔尼 (摩泽尔省)
奥尔尼（法語：Orny，法語發音：[ɔʁni] ⓘ；洛林语：Ourni）是法国摩泽尔省的一个市镇，属于梅斯区。

## 地理
奥尔尼（49°1'20"N, 6°14'41"E）面积7.3 平方千米，位于法国大東部大區摩泽尔省，该省份为法国东北部内陆省份，是洛林的一部分，西南接默尔特-摩泽尔省，东临下莱茵省，北与卢森堡和德国接壤。
与奥尔尼接壤的市镇（或旧市镇、城区）包括：谢里塞、谢尼、弗勒里、梅克勒沃、蓬图瓦、普尔努瓦拉格拉斯。

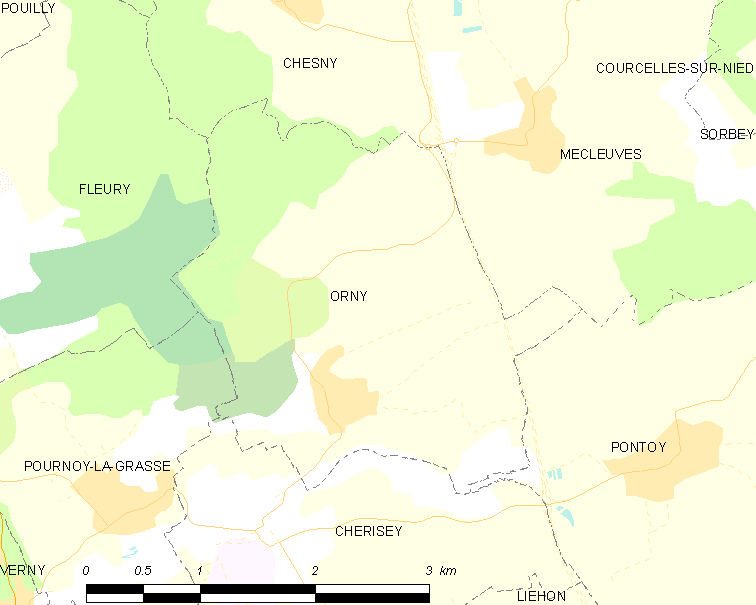
的OSM定位图

奥尔尼的时区为UTC+01:00、UTC+02:00（夏令时）。

## 行政
奥尔尼的邮政编码为57420，INSEE市镇编码为57527。

## 政治
奥尔尼所属的省级选区为福尔克蒙县。

## 人口

1962-2008年间人口变化图示

奥尔尼于2022年1月1日时的人口数量为418人。